# Rubicon
För andra betydelser, se Rubicon (olika betydelser).
Rubicon (Rubicō, Italienska: Rubicone) är en 29 km lång flod i norra Italien. Floden flyter från Apenninerna, genom de södra delarna av Emilia-Romagnaregionen, mellan städerna Rimini och Cesena till Adriatiska havet. Eftersom floden har ändrat sitt lopp flera gånger sedan antiken, så är det inte helt klarlagt om denna flod är den ursprungliga som Julius Caesar korsade.
Att korsa Rubicon har blivit ett uttryck för att man stålsätter sig och inte ämnar eller kan vända om. Floden var under Romarriket gränsflod mellan den romerska provinsen Gallia Cisalpina och Italien, som utgjorde rikets hjärtpunkt. Julius Caesar korsade floden medvetet år 49 f.Kr., och startade därigenom inbördeskrig. Den romerske historikern Suetonius skriver att Caesar vid detta tillfälle yttrade de nu berömda orden alea iacta est, "tärningen är kastad". Detta har sedan denna tidpunkt signalerat att ett oåterkalleligt steg tagits.

## Historia
Floden är historiskt intressant då romersk rätt förbjöd att en general utsänd av republiken korsade den mot Rom. Floden var av hävd den plats där man ansåg att det egentliga Rom slutade och den romerska provinsen Gallia Cisalpina började. Lagen bör ses som ett slags skydd gentemot interna militära hot, då alla arméer inom gränsen kontrollerades av romerska senaten och konsulerna i Rom. När så Julius Caesar gick över floden den 10 januari 49 f.Kr., för att tåga mot Rom bröt han mot romersk lag, och gjorde inbördeskrig oundvikligt.
Uttrycket Alea iacta est kan också ses ur några olika perspektiv. Enligt Suetonius, en romersk historiker, yttrade Caesar dessa ord, men enligt Plutarkos, en annan välkänd historiker, använde Caesar en replik från en pjäs av greken Menander: ἀνερρίφθω κύβος / anerriphthô kubos, eller "Låt tärningen bli kastad". Det man dessutom skall komma ihåg är att alea (tärning på latin) var namnet på ett populärt spel, som spelades med en eller flera tärningar, så en mer trolig översättning av Caesars uttryck är Låt spelet börja.
Suetonius beskriver också att Caesar var ytterst obeslutsam då han närmade sig floden, och Suetonius förklarar Caesars beslut med ett övernaturligt skeende.

## Den verkliga platsen
Efter Caesars övergång och kejsar Augustus införlivande av provinsen Gallia Cisalpina i Rom, upphörde floden att vara en viktig gränssättare. Genom detta försvinner snart namnet "Rubicon" från den lokala toponomin.
Efter Romarrikets fall och under de första århundradena av medeltiden översvämmades deltat mellan Ravenna och Rimini ett flertal gånger. Sedan byggdes system för att kontrollera vattenflöden under 1400 och 1500-talen. Detta har gjort att flodbäddarna har rätats ut, till de raka linjer vi ser idag. Efter långa studier kom man 1933 fram till att floden som då kallades Fiumicino med stor sannolikhet var Rubicon. Det sista beviset för detta kom så sent som 1991, när tre italienska akademiker (Pignotti, Ravagli och Donati), efter att ha jämfört Tabula Peutingeriana och andra antika källor (inklusive Cicero) kom man fram till att avståndet från Rom till dagens Rubicon var 200 romerska mil.
- Staden San Giovanni, Compito in Compito har blivit identifierad som det antika Ad Confluentes ("Compito" betyder en samling av vägar och är en synonym till Confluentes).
- Avståndet mellan Rubicon och Rom skall, enligt den antika Tabula Peutingeriana, vara 201 romerska mil.
- Avståndet från dagens San Giovanni in Compito och Fiuicino floden (Rubicon) är 1 romersk mil (1,48 km) enligt antika källor.

## Idag
Idag finns det väldigt få bevis för Caesars historiska övergång. Savignano sul Rubicone är en stad med många industrier och floden är en av de mest förorenade i regionen. Exploatering av flodens källa har reducerat dess flöde till ett minimum. Flodens mynning är troligen den plats där övergången skedde. Caesar färdades från Ravenna till Rimini med sina soldater, dessa städer låg bägge nära havet. Flodens mynning ligger 17 km norr om Rimini. Platsen är idag stor inom turistnäringen, med moderna hotell och flera affärer. Den verkliga platsen för övergången, dagens Gatteo Mare, har inga skyltar eller monument som minner om händelsen, inte ens flodens tidigare sträckning är utmärkt.